# No Logo Festival
Le No Logo Festival, communément appelé No Logo, est un festival de musique reggae et dub, annuel, associatif et programmé sur deux puis trois jours, d'abord autour du 15 août puis le deuxième week-end d'août dans la commune d'Ornans, près de Besançon, dans le département du Doubs (France).
Il est actuellement le plus important festival reggae de France, rassemblant environ 15 000 festivaliers par jour sur trois jours, et figure parmi les cent festivals de musique les plus fréquentés du pays.

## Présentation

### Historique
Au printemps 2013, Jovanovic Michel et Sanseigne Florent, tous deux gérants d’une société de booking d’artistes internationaux Mediacom créé à l’origine par Jovanovic Michel , ont pour idée de créer un festival de musique reggae indépendant, sans sponsor et « basé sur l’unique adhésion des festivaliers au projet » ainsi que des associations locales partenaires.
En une « quarantaine de jours »,, la première édition est lancée et se déroule les mercredi 14 et jeudi 15 août 2013, avec un total de près de 19 000 festivaliers en deux jours et 14 artistes dont notamment Julian Marley, Alpha Blondy ou encore Féfé. Cette première édition est un succès inattendu pour les organisateurs.
Depuis la deuxième édition, le fesitval a lieu sur trois jours. D'abord programmé deux puis trois jours jusqu'au 15 août en semaine ou le week-end selon les années, le festival se déroule depuis la quatrième édition le deuxième week-end d'août.
Pour sa dixième édition en 2023, le festival se déroule à guichet fermé, toutes les places ayant été vendues au 7 juillet 2023.

### Le site

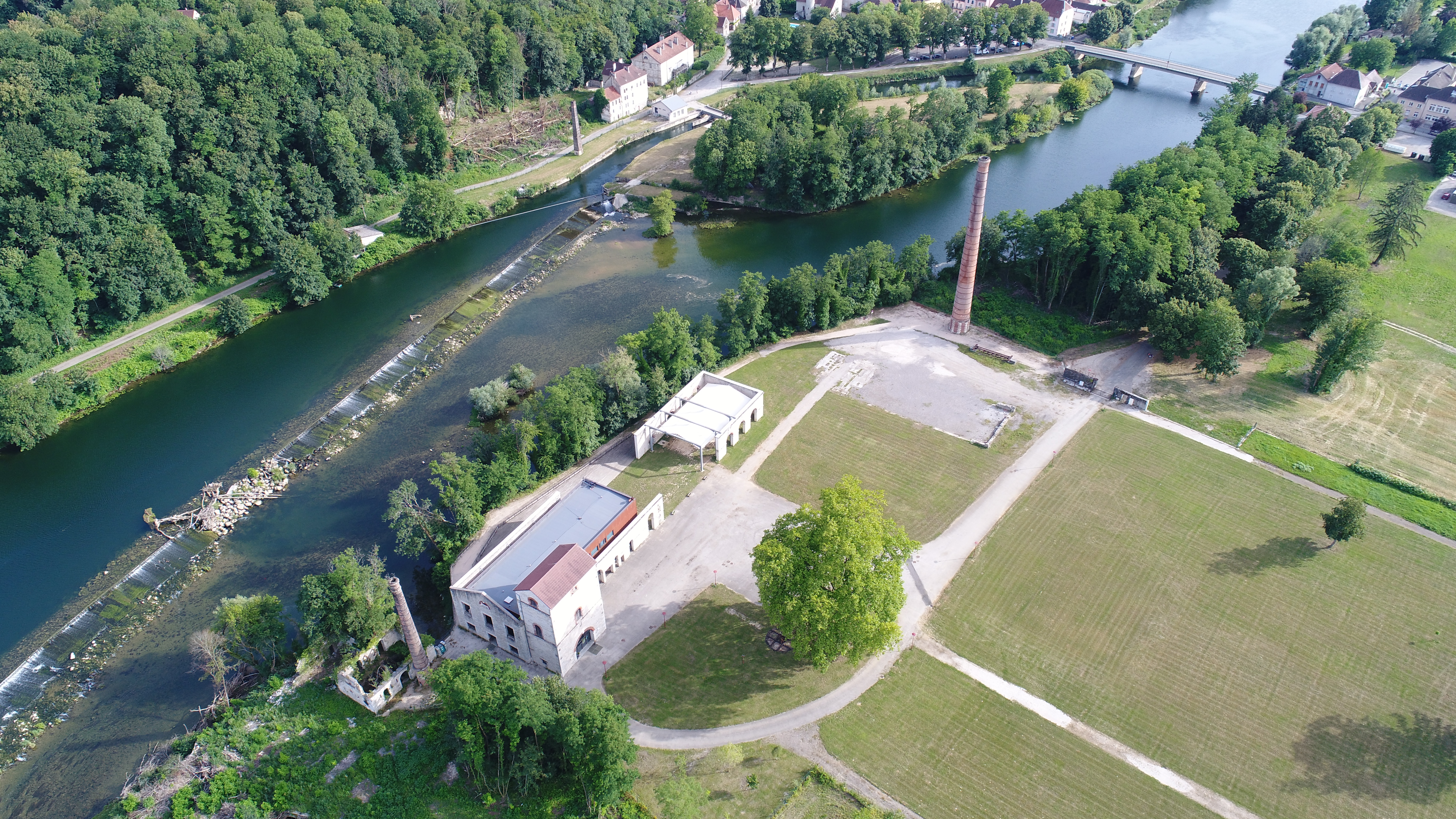
Le site des Forges de Fraisans, lieu d'accueil du festival de 2013 à 2025.

No Logo Festival se déroule sur le site des Forges de Fraisans, sur la commune de Fraisans, dans le département du Jura. En 2023, 2 scènes sont présentes sur le site : la « Grande scène » et la « Dub Factory ».
Un camping, situé en face du site sur le stade de Fraisans, héberge également 11 000 festivaliers détenteurs du pass camping. Une scène sur le camping, le « Ch'apéro », propose également des concerts accessibles uniquement aux campeurs.
À partir de 2026, l'évènement quittera le site de Fraisans pour s’implanter à Ornans, dans le département du Doubs, toujours en Franche-Comté.

### Fréquentation
| Édition | Festivaliers | Date              |
| ------- | ------------ | ----------------- |
| 2013    | 19 000       | 14 et 15 août     |
| 2014    | 24 000       | 13, 14 et 15 août |
| 2015    | 32 000       | 13, 14 et 15 août |
| 2016    | 36 000       | 12, 13 et 14 août |
| 2017    | 42 000       | 11, 12 et 13 août |
| 2018    | 42 000       | 10, 11 et 12 août |
| 2019    | 42 000       | 9, 10 et 11 août  |
| 2020    | annulé       | annulé            |
| 2021    | 21 000       | 13, 14 et 15 août |
| 2022    | 45 000       | 12, 13 et 14 août |
| 2023    | 52 000       | 11, 12 et 13 août |

Entre 2017 et 2019, la jauge maximale de festivaliers fixée par les organisateurs est de 42 000 personnes sur trois jours, dans une limite de 14 000 personnes par jour. En 2021, la limite est fixée à 21 000 personnes compte tenu des restrictions liées à la pandémie de Covid-19. Pour l'édition 2022, cette limite est réhaussée à 45 000 personnes sur trois jours, et 15 000 personnes par jour.

## Budget
| Années | Budget (en €) |
| ------ | ------------- |
| 2013   | 280 000       |
| 2014   | 660 000       |
| 2017   | 1 million     |
| 2019   | 1,2 million   |
| 2020   | annulé        |
| 2023   | 2,5 millions  |

## Programmation

### Édition 2023
- Grande scène : Les Frères Smith, Danakil meets Ondubground, Biga Ranx, Lila Iké, Naâman, Steel Pulse, Horace Andy, Chezidek & The Ligerians, Cypress Hill, Tiken Jah Fakoly, Blaiz Fayah, Protoje, Mike Love, Ryon, Patrice, Inna de Yard, Johnny Osbourne, Zentone, Highlight Tribe, Massilia Sound System.

## Second festival No Logo
En 2017, Michel Jovanovic a lancé le festival No Logo BZH (reggae, roots, dub, dancehall et musiques du monde) en Bretagne. Pour sa sixième édition en 2023, il a eu lieu  au Fort de Saint-Père, près de Saint-Malo ; il a accueilli 42 000 festivaliers sur 4 jours.